# Santuario di Santa Maria Mater Domini
Il santuario di Santa Maria Mater Domini si trova a Fraine, in provincia di Chieti, presso località Bosco delle Vicenne.

## Storia

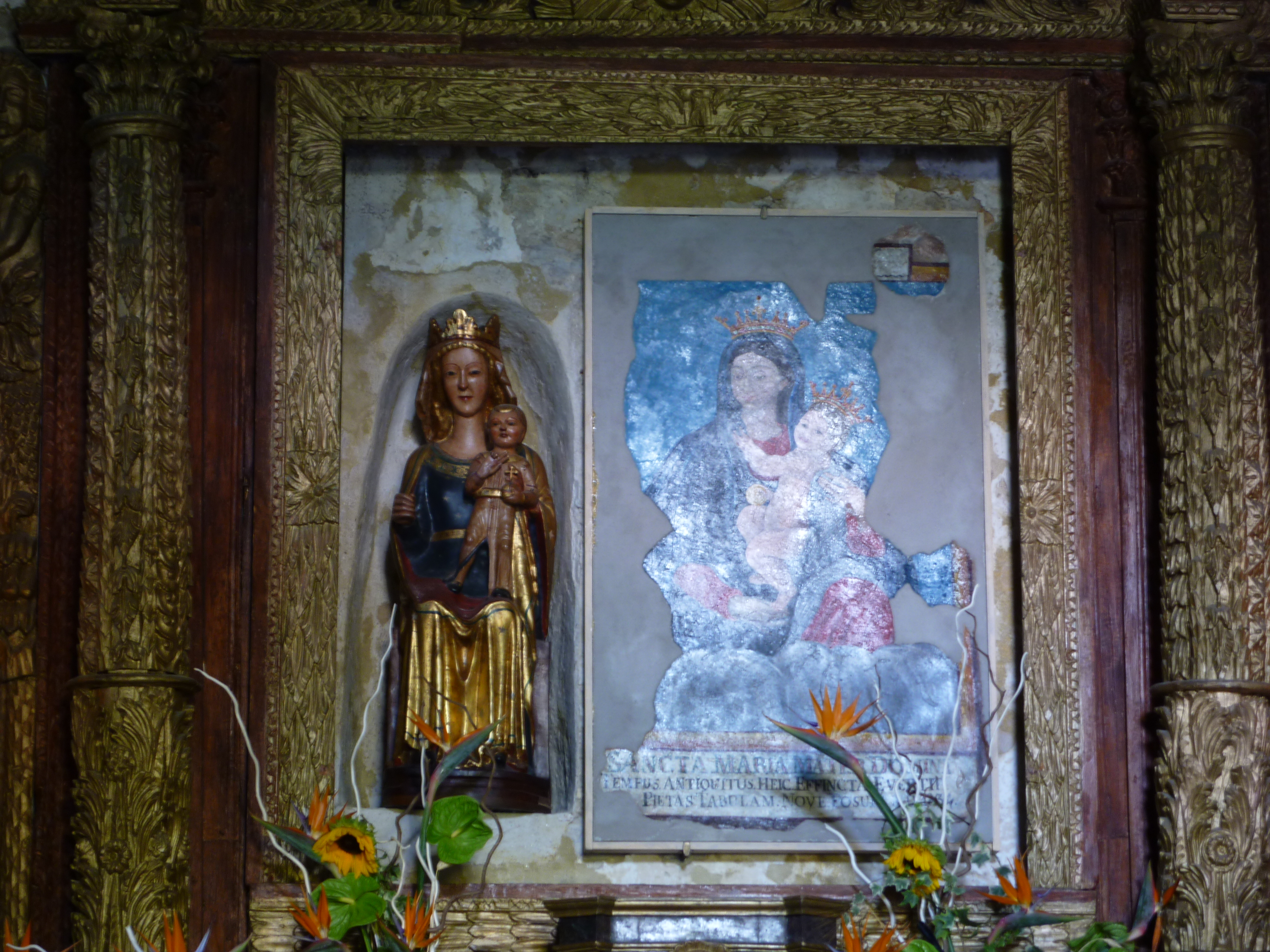
La statuetta della Madonna presso l'altare

Il complesso nacque con l'erezione di un impianto monastico accanto alla chiesetta dell'Apparizione, di fondazione benedettina. Esso infatti è documentato nel 1056 sotto la sovrintendenza dell'abate Alberto di Cassino. Nel 1324-25 passò sotto l'abate di Sant'Angelo di Cornaclano di Fresagrandinaria, per poi essere affidata con una bolla dell'arcivescovo di Chieti al marchese Caracciolo di Bucchianico. Nel 1856 venne aggiunto un ampliamento sulla struttura romanica. Tra il 1950 e il 1960 furono operati massicci lavori di ristrutturazione con l'abbattimento del soffitto, la costruzione di un nuovo tetto e la realizzazione di un intonaco in cemento tinteggiato ai muri perimetrali, alterandone l'aspetto originale. Con il sostegno economico dei fedeli di Fraine e dei compaesani in Italia e nel mondo (principalmente nello stato americano del New Jersey), in santuario venne restaurato sotto la direzione degli architetti Fernando Colonna e Marisa Iannone e riportato all'antica struttura dell'XI secolo, con il tetto in legno a capriate, le pareti, il pavimento e l'altare in pietra originaria. Venne poi realizzato un piccolo monastero benedettino con due campanili a vela, una scalinata e una foresteria.

## L'apparizione

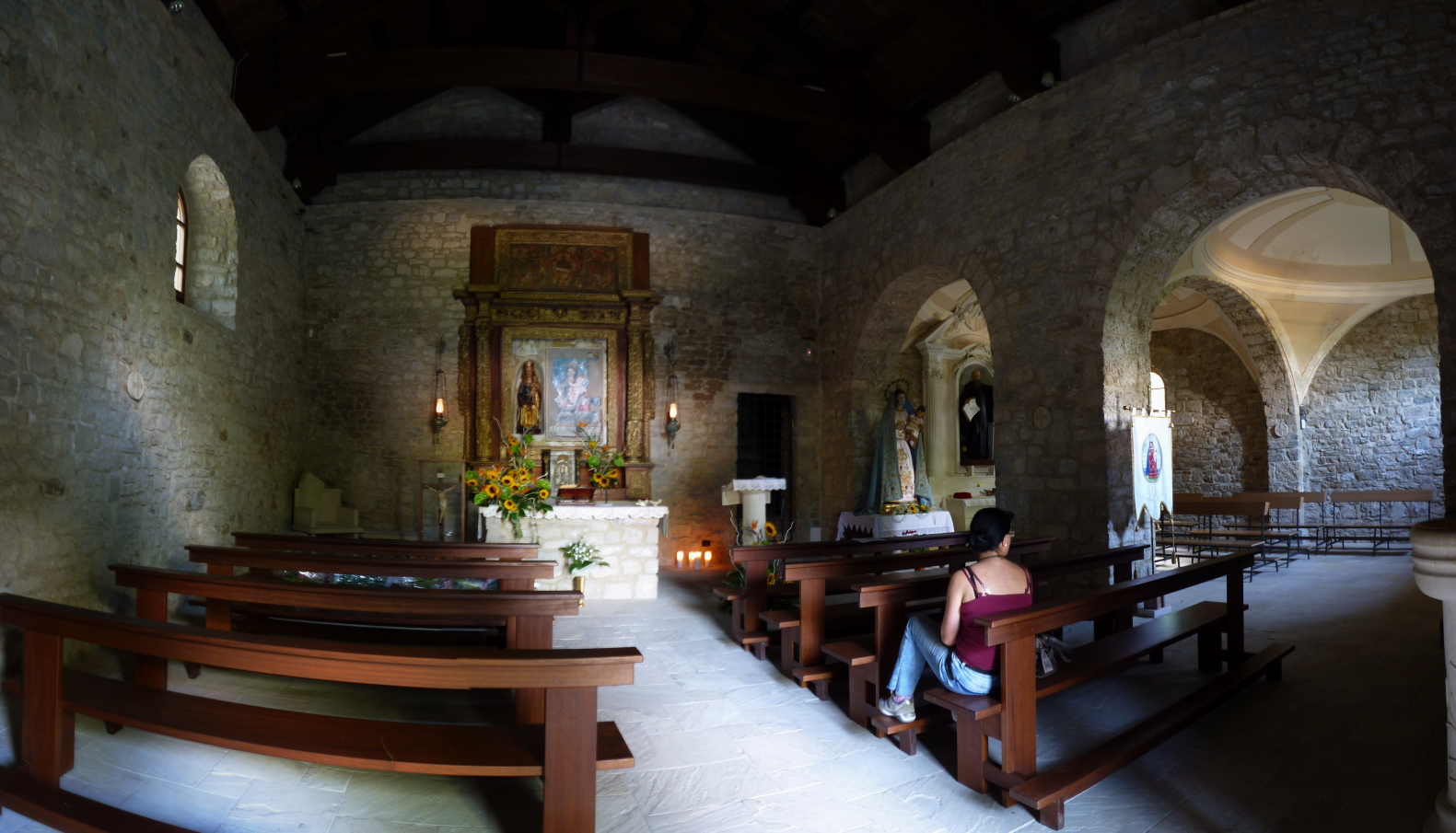
L'interno del santuario

L'evento miracoloso commemorato dal santuario avvenne intorno all'anno 1000, quando una giovane pastorella povera e sordomuta dalla nascita si trovava in questo luogo al pascolo con il suo gregge. Un giorno la sua attenzione fu attirata da un bagliore presso una quercia, da cui proveniva inoltre una strana voce. Accorsa alla pianta, vi trovò una Signora vestita di bianco con in braccio un Bambino. La Vergine rassicurandola la invitò a chiamare i genitori, i quali, non riconoscendola mentre gridava, non furono distolti dal loro lavoro nei campi. La fanciulla allora tornò dalla Vergine, che le disse di tornare da loro, farsi riconoscere e condurli da lei. Una volta raggiunti, essi la seguirono. Giunti alla quercia anche i genitori furono sorpresi nel vedere la Madonna, la quale annunciò loro di essere Maria, la madre del Signore. Continuò dicendo di andare dal parroco del paese, mostrargli la bambina e riferirgli di costruire in quel luogo una cappella, dove i devoti si possano recare a pregare. I genitori, una volta giunti dal parroco di Fraine adempirono a ciò che gli aveva chiesto la Madre del Signore. L'evento è ricordato da una festa che ha luogo tutti gli anni il 31 maggio.